# 南山寺及南屏书院
南山寺及南屏书院，位于中国福建省漳州市云霄县莆美镇莆南村。南山寺又称莆美岩，面积约4500平方米。明弘治年间（1488—1505年）始建，后多次重修；坐西南向东北，主体面阔五间，为悬山顶燕尾脊建筑。南屏书院位于寺西侧，清光绪二十年（1894年）为纪念林偕春父子所建。附属文物主要有清康熙元年祖师灵塔、光绪五年（1879年）比丘墓、黄道周所书“白云古道”题刻等。2009年11月16日公布为第七批福建省文物保护单位。